# Interkinese
Interkinese als Fachausdruck in der Zellbiologie bezeichnet einen Abschnitt zwischen 1. und 2. meiotischer Teilung während einer Meiose (Reifeteilung).
Die Interkinese folgt auf den Abschluss der ersten Reifeteilung, die Telophase I der Reduktionsteilung, bei der zwei Zellkerne mit reduzierter Chromosomenzahl gebildet wurden, die meist einem haploiden Chromosomensatz entspricht. In diesem Stadium liegt in jedem der beiden Tochterkerne ein vollständiges Genom bestehend aus 2 Chromatid-Chromosomen vor, doch in unterschiedlicher Zusammensetzung. Insbesondere sind die im Ausgangskern heterozygot vorliegenden Allele nun verschieden verteilt und die Tochterkerne diesbezüglich nicht identisch.
Der Übergang von Meiose I zu Meiose II ist bei verschiedenen Organismen unterschiedlich gestaltet. So kann ein verschieden langes Stadium der Interkinese zwischen den beiden Teilschritten I und II der Meiose als Ruhestadium dienen oder zum Wiederaufbau einer Kernhülle, gelegentlich werden auch Nucleolen gebildet; eine Replikation der DNA findet jedoch nicht statt. Schon insofern ist dieses Zwischenstadium nicht mit der Interphase im Zellzyklus zwischen aufeinanderfolgenden mitotischen Teilungen zu verwechseln.
Auf die Interkinese folgt dann die zweite Reifeteilung, die Meiose II oder Äquationsteilung.